# 野幌町
野幌町（のっぽろちょう）とは、北海道江別市の町丁。郵便番号は069-0813。人口は2,780人、世帯数は1,661世帯（2023年12月1日現在）。丁目の設定のない単独町名である。住居表示は全域で未実施。

## 地理
野幌町は函館本線の北西側に位置し、町内に国道12号線などが横断している。

## 歴史

### 年表
- 1957年（昭和32年）
  - 7月15日 - 「字元野幌」の一部が「野幌町」に町名地番変更[5]。
  - 8月15日 - 「字元野幌」の一部が「野幌町」に町名地番変更[5]。
- 2019年（令和元年）
  - 11月2日 - 「野幌東町」及び「東野幌本町」の一部が「野幌町」に町名地番変更[5]。

### 町名の変遷
町名の変遷は以下の通りである。
| 実施後 | 実施年月日    | 実施前（各町名ともその一部） |
| ------ | ------------- | ---------------------------- |
| 野幌町 | 1957年7月15日 | 字元野幌                     |
| 野幌町 | 1957年8月15日 | 字元野幌                     |
| 野幌町 | 2019年11月2日 | 野幌東町                     |
| 野幌町 | 2019年11月2日 | 東野幌本町                   |

## 世帯数と人口
2023年（令和5年）12月1日現在の世帯数と人口は以下の通りである。
| 町丁   | 世帯      | 人口    |
| ------ | --------- | ------- |
| 野幌町 | 1,661世帯 | 2,780人 |
| 計     | 1,661世帯 | 2,780人 |

### 人口の変遷
国勢調査による人口の推移。
| 1995年（平成7年）  | 2,933人 | [ 6 ]  |  |
| 2000年（平成12年） | 3,060人 | [ 7 ]  |  |
| 2005年（平成17年） | 3,053人 | [ 8 ]  |  |
| 2010年（平成22年） | 2,968人 | [ 9 ]  |  |
| 2015年（平成27年） | 2,828人 | [ 10 ] |  |
| 2020年（令和2年）  | 2,852人 | [ 11 ] |  |

### 世帯数の変遷
国勢調査による世帯数の推移。
| 1995年（平成7年）  | 1,274世帯 | [ 6 ]  |  |
| 2000年（平成12年） | 1,399世帯 | [ 7 ]  |  |
| 2005年（平成17年） | 1,471世帯 | [ 8 ]  |  |
| 2010年（平成22年） | 1,510世帯 | [ 9 ]  |  |
| 2015年（平成27年） | 1,532世帯 | [ 10 ] |  |
| 2020年（令和2年）  | 1,591世帯 | [ 11 ] |  |

## 小・中学校の通学区
小・中学校の通学区は以下の通り。
| 町丁   | 字・番地 | 小学校         | 中学校         |
| ------ | -------- | -------------- | -------------- |
| 野幌町 | 全域     | 江別第二小学校 | 江別第二中学校 |

## 施設

### 公共・公的施設
- 江別市民体育館（野幌町9）[13]
- 江別市野幌公民館（野幌町13-6）[14]
- 野幌郵便局（野幌町68-5）[15]
- 野幌駅前郵便局（野幌町37-7）[16]
- 江別警察署野幌交番（野幌町82-2）[17]

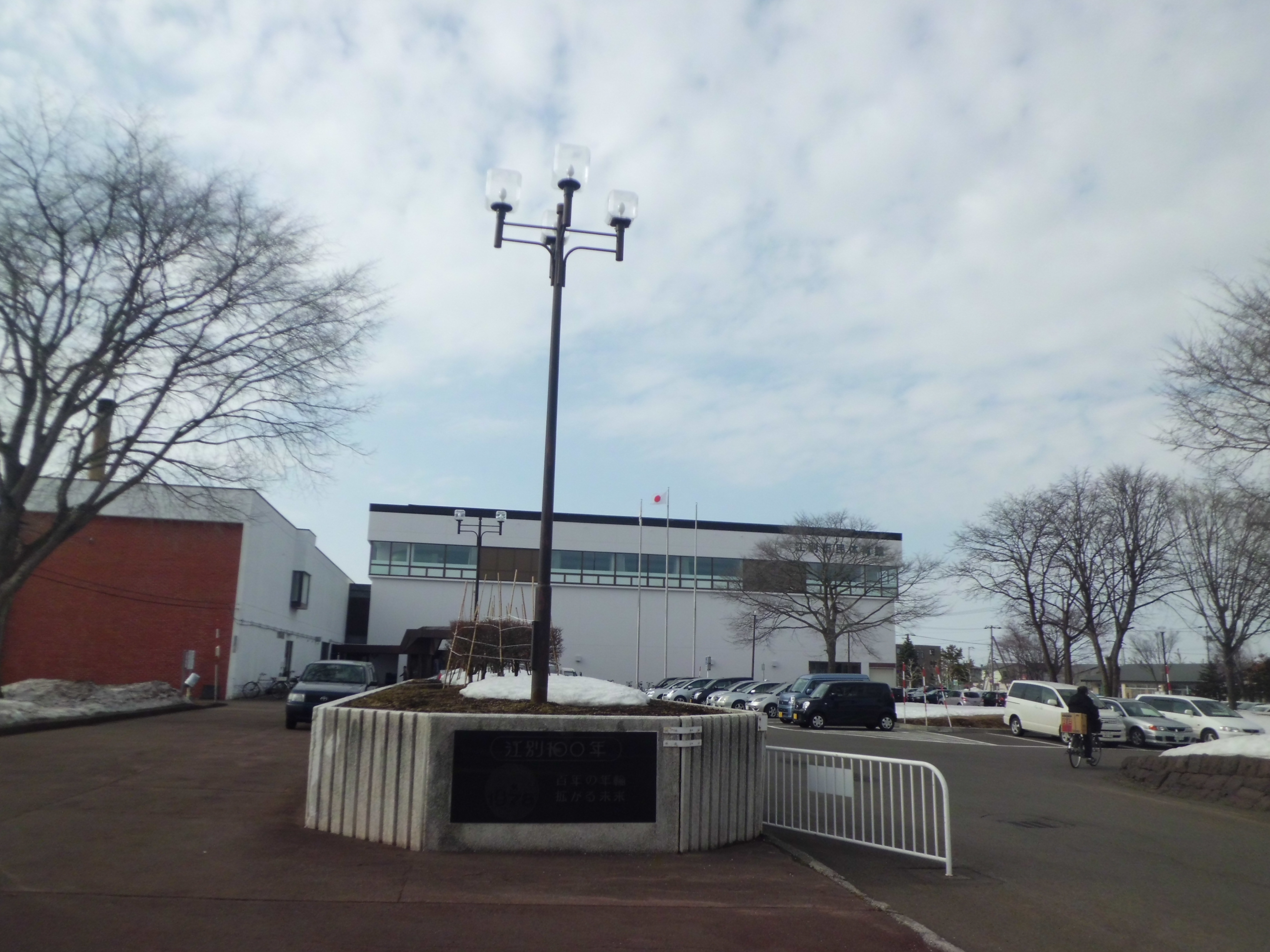
江別市民体育館
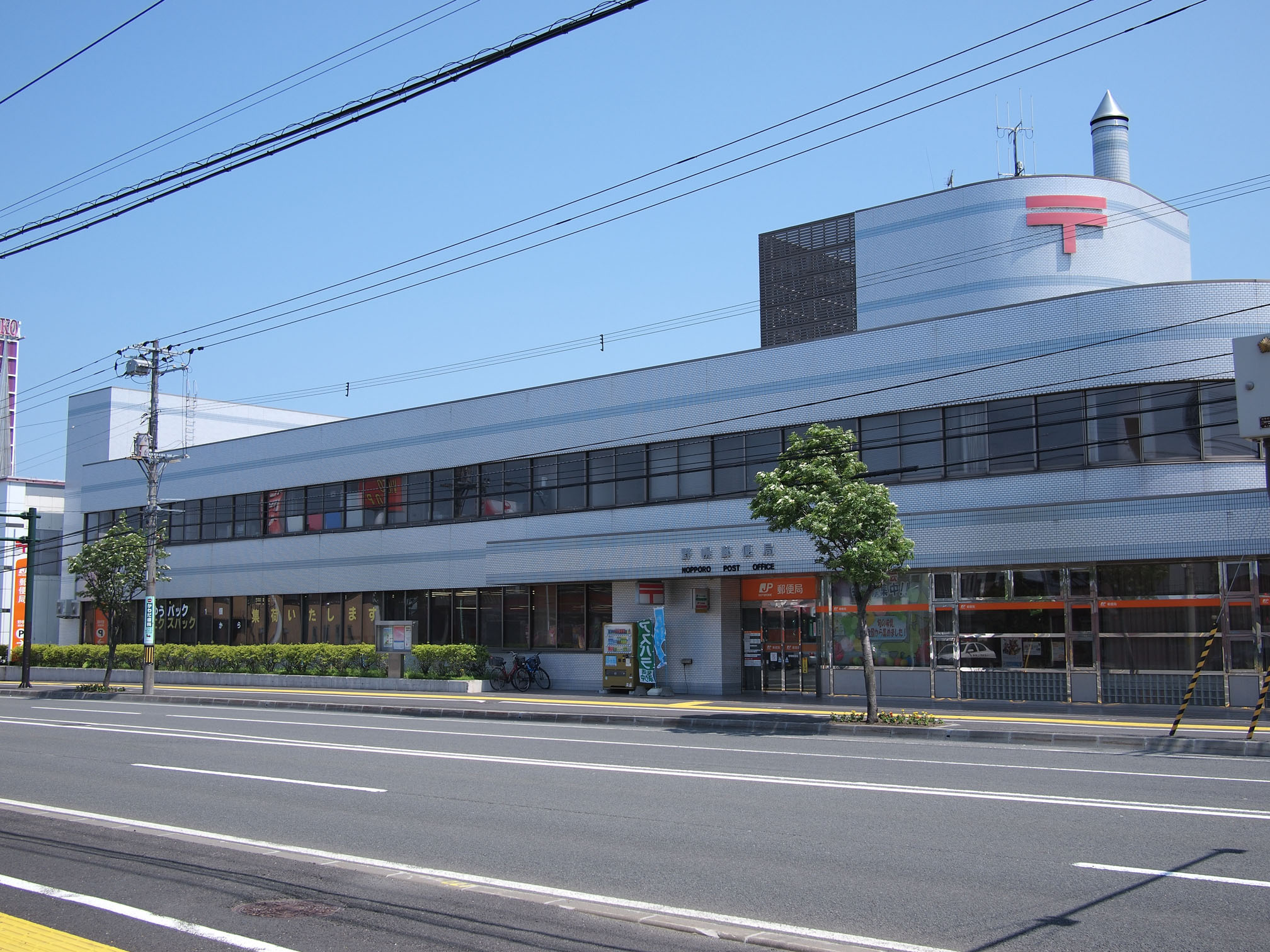
野幌郵便局

### 公園
- 旭公園（野幌町44）[18]
- かわなか公園（野幌町12-10から野幌代々木町91-2）[18]
- 白樺公園（野幌町63-1・64）[18]
- 野幌中央緑地（野幌町33-18他）[18]
- 双葉公園（野幌町29）[18]
- 若草公園（野幌町6-1）[18]

### 企業・店舗
- イオンタウン江別（野幌町10-1）[19]
  - ザ・ビッグ江別店
  - ツルハドラッグ野幌店
  - 未来屋書店江別野幌店
  - マツヤデンキイオンタウン江別店
  - ダイソーイオンタウン江別店
  - ロッテリアイオンタウン江別店

- ファミリーマート 江別白樺通店（野幌町81-10）[20]
- ファミリーマート 野幌駅前店（野幌町35-16）[21]
- 北門信用金庫 野幌支店（野幌町79-3）[22]
- 北海道信用金庫 野幌支店（野幌町62-11）[23]
- 北海道銀行 野幌支店（野幌町56）[24]
- 北海道労働金庫 江別支店（野幌町8-8）[25]
- スシロー 江別店（野幌町55-5）[26]
- とんでん 江別店（野幌町3-4-7）[27]
- ロイヤルホスト 江別店（野幌町27-2）[28]

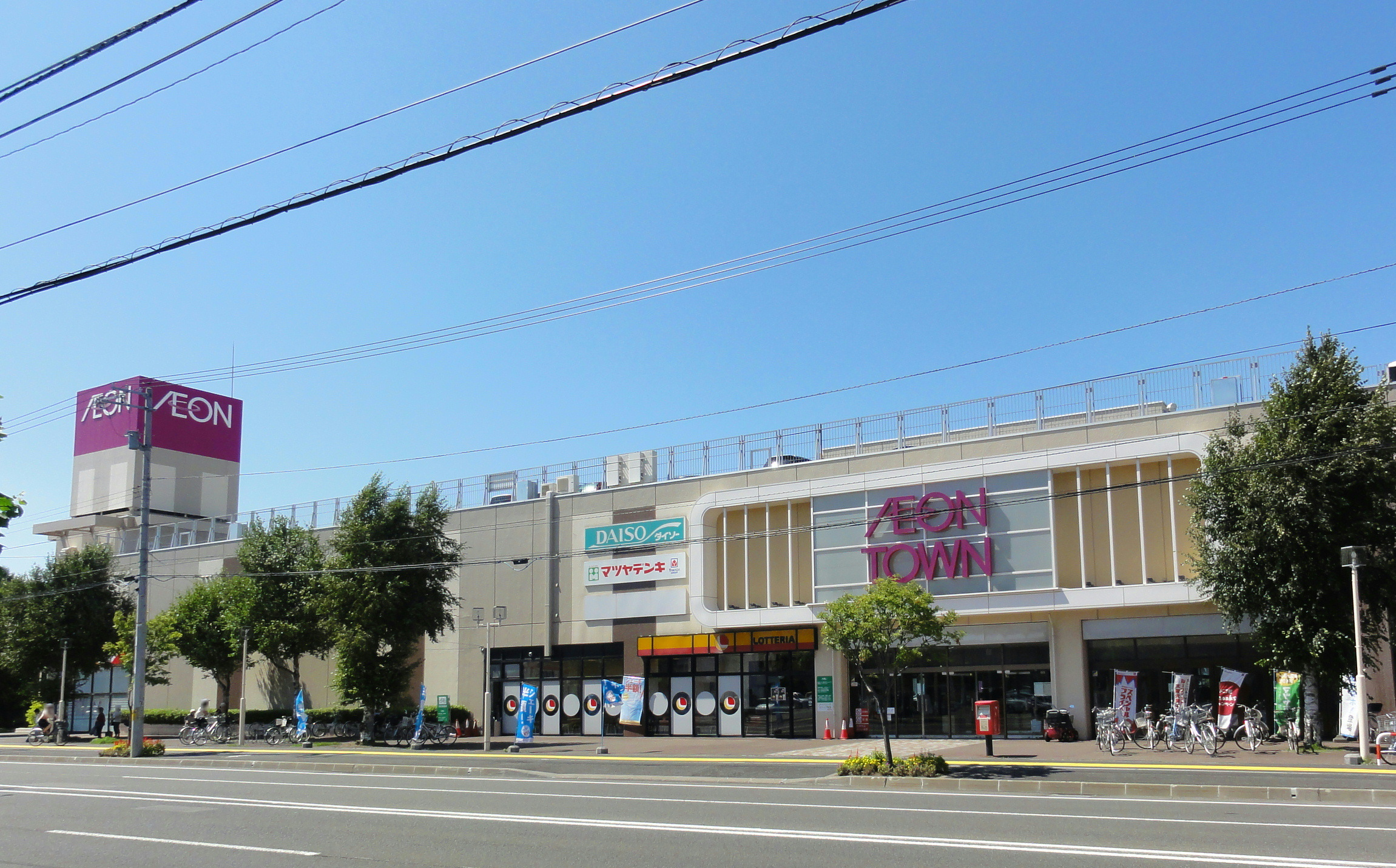
セカンドストリート 江別店（野幌町8-6）
- メガネのプリンス 江別店（野幌町3-8）[30]
- ドコモショップ 江別店（野幌町26-9）[31]
- ケンタッキーフライドチキン 江別店（野幌町41-5・あおいビル内）[32]
- JA道央 野幌支店（野幌町33-28）[33]
- ホクレン 野幌セルフ（野幌町33-28）[34]
- 江別ベルコ会館（野幌町32-2）[35]
- ドミノピザ 江別野幌（野幌町48-5）[36]
- つぼ八 野幌店（野幌町53-10）[37]

- イオンタウン江別

### 医療・福祉
- 野幌病院（野幌町53-5）[38]
- やすおか歯科クリニック（野幌町68-14）[38]
- ほりい歯科医院（野幌町57-1）[38]
- ささなみ内科クリニック（野幌町66-2）[38]
- 野幌ふじい歯科医院（野幌町19-3）[38]
- 野幌皮膚科医院（野幌町27-18）[38]
- 石川歯科医院（野幌町30-20）[38]
- 有料老人ホーム 潤いの森のっぽろ（野幌町80-1）[39]
- 野幌みつばち保育園（野幌町32-4）[40]
- きっずぱーく野幌保育園（野幌町67-30）[40]
- 江別市役所健康福祉部 子育てひろば・ぽこあぽこ（野幌町10-1・イオンタウン江別2階）[41]

### その他
- 北海道旅客鉄道 野幌駅（野幌町94-1）

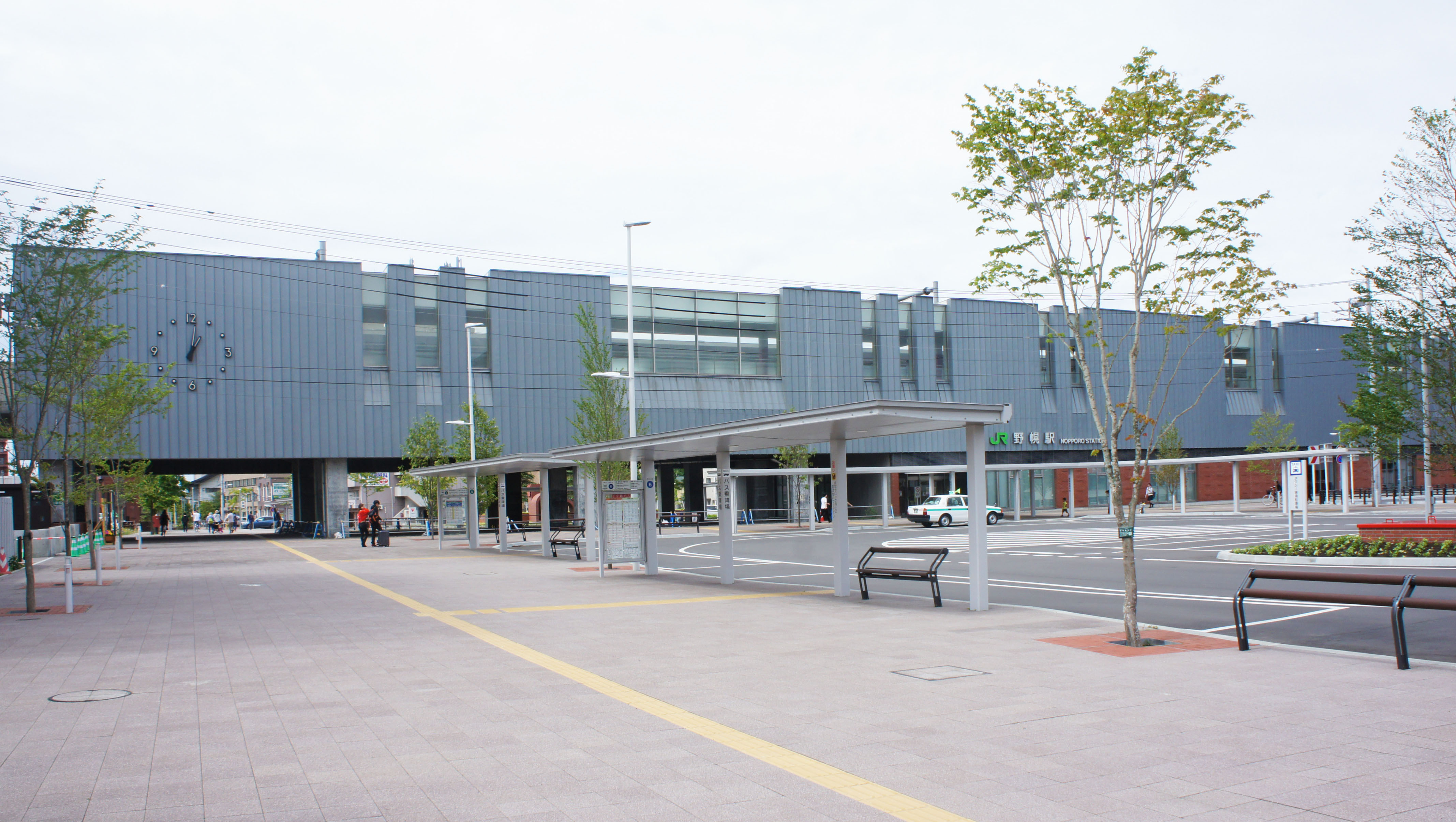
野幌駅

## 交通

### 鉄道
- 町内に函館本線の路線・野幌駅が存在する[42]。
  -  北海道旅客鉄道
    - ■函館本線
      - 野幌駅

### バス
- 町内に ジェイアール北海道バス及び北海道中央バスの路線がある[43]。

### 道路
- 一般国道
  -  国道12号線[44]

- 一般道道
  - 北海道道46号江別恵庭線[44]
  - 北海道道370号野幌停車場線[44]
  - 北海道道1005号野幌総合運動公園線[44]

- 都市計画道路
  - 3・2・330 8丁目通・道道野幌停車場線 [44][45]
  - 3・3・307 白樺通[44][45]